# Olga Artamonova
Olga Artamonova (26 de septiembre de 1977) es una deportista kirguís que compitió en judo. Ganó dos medallas de bronce en el Campeonato Asiático de Judo en los años 1996 y 2000.

## Palmarés internacional
| Campeonato Asiático | Campeonato Asiático          | Campeonato Asiático | Campeonato Asiático |
| Año                 | Lugar                        | Medalla             | Categoría           |
| ------------------- | ---------------------------- | ------------------- | ------------------- |
| 1996                | Ciudad Ho Chi Minh (Vietnam) | Medalla de bronce   | –61 kg              |
| 2000                | Osaka (Japón)                | Medalla de bronce   | –63 kg              |